# Тёплый, Давид Львович
Давид Львович Теплый (род. 18 октября 1931, Астрахань) — советский и российский физиолог. Доктор наук (1984), профессор (1987).

## Биография
Родился в Астрахани в рабочей семье. Его отец имел 4 класса образования и работал заготовщиком обуви. Мать окончила 7 классов.
С отличием окончил начальную и среднюю школу. В 1955 году окончил биолого-почвенный факультет Саратовского государственного университета — физиолог.
C 1964 года работает в Астраханском государственный университете. В 1965 году защитил кандидатскую диссертацию. В 1984 году защитил докторскую диссертацию по теме «Исследование влияния витамина Е на функциональные системы организма». В 1985 году организовал кафедру анатомии и физиологии человека. В 1987 году Д. Л. Теплому присуждено ученое звание профессора.
Организатор первой аспирантуры (в 1993 году), а в дальнейшем и первой докторантуры (в 1998 году) в Астраханском университете.

## Научная деятельность
Д. Л. Теплый — автор более 200 научных публикаций, из которых 7 монографий, 8 учебно-методических пособий, 8 патентов.
Под руководством Д. Л. Теплого защищены 24 кандидатские и 11 докторских диссертаций.

## Награды, премии и почётные звания
- 2009 — медаль ордена «За заслуги перед Отечеством» II степени[12]